# Cinuria de Arcadia
Cinuria (latín Cynuria) fue un distrito de Arcadia mencionado con motivo de la fundación de Megalópolis en el siglo IV a. C. Comprendía las ciudades de Gortina, Tisoa del Liceo, Alifera y allí también habitaban los liceatas. Estaba situada al norte de Figálice y de Parrasia. No se conoce ninguna conexión con la Cinuria de la costa oriental del Peloponeso.